# Емельянова, Ксения Ильинична
Ксения Ильинична Емельянова (1 января 1912 — 22 мая 1992)— свинарка колхоза «Путь Ленина». Герой Социалистического Труда (1966).

## Биография
Родилась 1 января 1912 года в деревне Добролюбово (ныне Рославльский район, Смоленская область) в семье бедных крестьян. До 1933 года проживала в деревне Добролюбово. После окончания трёх классов начальной школы, работала в местном колхозе. После замужества, переехала в поселок Сеща (Дубровский район, Брянская область), была колхозницей.
В 1939 году вместе с семьей переехала Запорожскую область (ныне – Украина). Работала в колхозе «Путь Ленина» (Мелитопольский район, той же области). Работала свинаркой и добилась высоких показателей в увеличении производства мяса. К 1966 году добилась приплода 29 поросят от каждой свиноматки, выращивая в год около 600 поросят.
Указом Президиума Верховного Совета СССР от 22 марта 1966 года за достигнутые успехи в развитии животноводства, увеличение производства и заготовок мяса Ксении Ильиничне Емельяновой было присвоено звание Герой Социалистического Труда с вручением ордена Ленина и золотой медали «Серп и Молот».
В 1970 году вышла на пенсию, была персональным пенсионером союзного значения.
Проживала в Мелитополе (Запорожская область, Украина), где и скончалась  22 мая 1992 года. Была похоронена там же.

## Награды
Ксения Ильинична Емельянова имелА следующие награды:
- Герой Социалистического Труда (22 марта 1966, орден Ленина — № 357670 и медаль «Серп и Молот» — № 11106);
- Медаль Материнства II степени;
- 3 серебряные медали ВДНХ;
- 2 бронзовые медали ВДНХ.